# Ficus bruneiensis
Ficus bruneiensis är en mullbärsväxtart som beskrevs av Edred John Henry Corner. Ficus bruneiensis ingår i släktet fikonsläktet, och familjen mullbärsväxter. Inga underarter finns listade i Catalogue of Life.